# Natrium-ion-accu
Een natrium-ion-accu is een op een lithium-ion-accu gelijkende oplaadbare batterij waarbij natrium-ionen (Na+) de rol van lithium-ionen vervullen. Deze accu bevindt zich in de ontwikkelingsfase. Het grote voordeel van de natrium-ion-accu is dat er voor de productie geen schaarse metalen als lithium, nikkel en kobalt nodig zijn. Natrium komt ruim voor op Aarde (in de vorm van zeezout ofwel NaCl), en is eenvoudig te winnen. Er zouden ook voordelen zijn op het vlak van snelladen en werking bij lage temperaturen ten opzichte van lithium.
Een natrium-ion-accu mag niet verward worden met een zoutwaterbatterij, die een heel andere techniek en ook een veel lagere energiedichtheid heeft. Natrium-ion-accu's zullen waarschijnlijk niet geschikt zijn om Ni-MH-accu's te vervangen, aangezien ze waarschijnlijk (ze zijn immers nog in ontwikkeling) net als lithium-ion-accu's tegen bijvoorbeeld de te lage ontlading en te hoge oplading met een battery management system beschermd moeten worden.

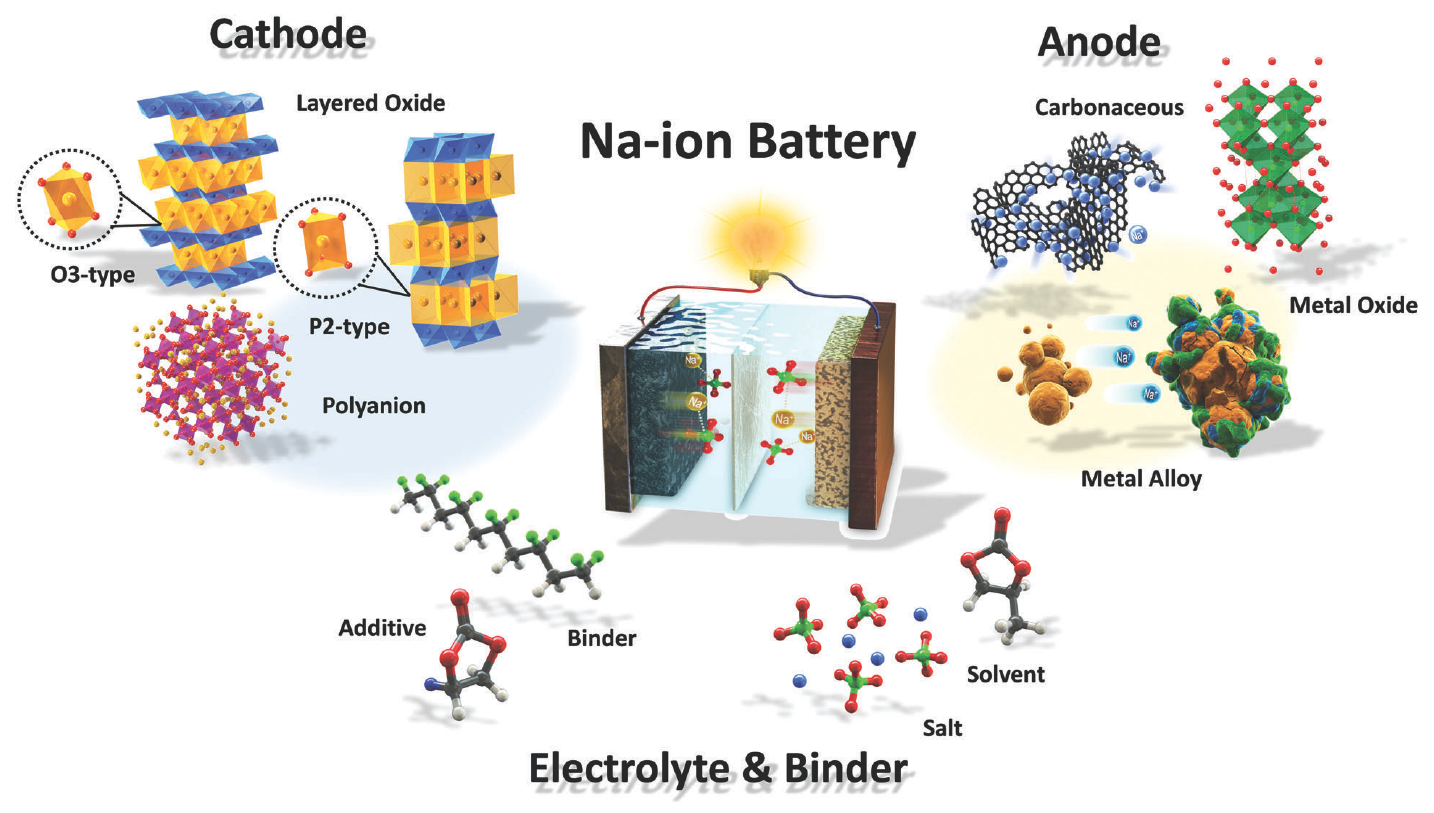
Illustratie van de verschillende elektrodestructuren in natrium-ion-accu's

De meest bekende ontwikkelaars van de natrium-ion-accu zijn de Chinese lithium-ion-accu fabrikant CATL en het Britse Faradion.
Op 5 december 2022 installeerde Faradion samen met het Australische Nation Energie in New South Wales de eerste twee natrium-ion-accu's van elk 11,5 kWh. In 2023 plaatste het Chinese Hina voor het eerst een natrium-ion-accu in een elektrisch testvoertuig. In maart 2023 verkreeg de Chinese fabrikant van accuopslagsystemen Pylontech een veiligheidscertifcaat voor een natrium-ion accuopslag bij TÜV-Rheinland.